# Yokosuka MXY9
Yokosuka MXY9 «Shuka» (яп. 秋火, «Сюка» («Осінній вогонь»)) — проєкт навчального планера Імперського флоту Японії періоду Другої світової війни.

## Історія створення
Під час розробки реактивного перехоплювача Mitsubishi J8M Імперський флот Японії дав завдання 1-мк арсеналу флоту в Йокосуці розробити планер аналогічної конструкції, щоб оцінити керованість майбутнього перехоплювача, а також використовувати його для підготовки пілотів.
Крім планера Yokosuka MXY8 флот розробляв варіант з реактивним двигуном Tsu-11, який отримав назву MXY9. Але до моменту закінчення війни цей варіант готовий не був.

## Тактико-технічні характеристики

### Технічні характеристики
- Екіпаж: 1 чоловік
- Довжина: 6,05 м
- Висота: 2,70 м
- Розмах крил: 9,50 м
- Площа крил: 17,73 м²
- Двигун: Tsu-11
- Потужність: 1,7 кН